# Mesetaornis polaris
Mesetaornis polaris — викопний вид пінгвінів, що існував впродовж пізнього еоцену (37-34 млн років тому). Викопні рештки виявлені у відкладеннях формації Ла Месета на острові Сеймур в Антарктиці.